# Moechrovani
Moechrovani (Georgisch: მუხროვანი) is een dorp in het oosten van Georgië met 16 inwoners (2014), gelegen in de gemeente Sagaredzjo (regio Kacheti). Moechrovani is gesitueerd in het zuidelijk uiteinde van de Iori-kloof tussen het Sagoeramo-Ialnogebergte en het Gomborigebergte 900 meter boven zeeniveau. Het gemeentelijk centrum Sagaredzjo ligt op 15 kilometer ten zuidoosten van het dorp en hoofdstad Tbilisi ligt 30 kilometer ten westen.
In de nederzetting is een basis van de Georgische strijdkrachten gevestigd waar ongeveer 550 militairen van de speciale eenheden gelegerd zijn. Eerder was er een tankbataljon gelegerd dat zowel in 2001 als in 2009 betrokken was bij muiterij op de basis.

## Muiterij 2009
Op 5 mei 2009 vond op de militaire basis van Moechrovani een muiterij plaats van het gestationeerde tankbataljon die de Georgische autoriteiten dezelfde dag beëindigden. In totaal werden die dag 50 officieren en 13 burgers gearresteerd, waarvan uiteindelijk 21 terechtstonden en 20 anderen een schikking troffen. De muiters zeiden dat ze de NAVO oefeningen in het Partnerschap voor de Vrede verband wilden verstoren, die een dag later zouden beginnen. De muiterij begon nadat de Georgische regering aan de hand van een video-lek beschuldigingen uitte dat op de basis een door Rusland gestuurde couppoging gepland werd tegen de regering en president Micheil Saakasjvili. Het Kremlin ontkende elke betrokkenheid.

### Achtergrond
Rusland had in aanloop naar de NAVO-oefeningen zijn ongenoegen hierover geuit, verwijzend naar de oorlog in 2008. President Saakasjvili legde een relatie tussen de EU-top op 7 en 8 mei 2009 waar Georgië zou tekenen voor deelname aan het EU Oostelijk Partnerschap en het opvoeren van de Russische druk richting Georgië via zowel de bezette gebieden Abchazië en Zuid-Ossetië als grootschalige marine aanwezigheid in de Zwarte Zee.
Sommigen stelden dat het een geënsceneerde en geprovoceerde show van de regering was om af te leiden van de toenemende maatschappelijke ontevredenheid en impopulariteit van president Saakasjvili. Anderen stelden dat de regering het leger wilde inzetten tegen protesten, wat in het leger niet goed viel en geleid zou hebben tot de ongehoorzaamheid. Volgens een Georgische documentaire uit 2009 zouden twee organisatoren als verdachten gebruikt zijn om de samenleving te overtuigen van het regeringsverhaal vanwege hun betrokkenheid bij de muiterij op dezelfde basis in 2001. Die muiterij ging over sociale eisen nadat de militairen al 14 maanden geen salaris hadden ontvangen.

### Nasleep
Drie vermeende organisatoren achter de muiterij, kolonel buiten dienst en voormalig Spetsnaz commandant Koba Otanadze, majoor Levan Amiridze en ex-officier Gia Krialasjvili konden in eerste instantie ontkomen. Op 20 mei 2009 raakten Otanadze en Amridze gewond en kwam Krialasjvili om het leven bij een schietpartij met de politie in Tbilisi toen ze gearresteerd zouden worden. Otanadze werd in januari 2010 na een eis van 29 jaar gevangenisstraf door de rechter vrijgesproken van deelname aan de vermeende coup en kwam vrij na aftrek van zijn veroordeling voor verboden wapenbezit. Amiridze kreeg 28 jaar gevangenisstraf voor de muiterij en de ten laste gelegde couppoging. Een andere hoofdverdachte, tankbataljon commandant Sjota Gorgiasjvili, kreeg 19 jaar gevangenisstraf voor dezelfde aanklachten. Andere deelnemers in het beklaagdenbankje kregen lagere straffen.
Hoofdverdachten Otanadze en Amiridze werden in januari 2013 door de nieuwe Georgische Droom regering met een pardon van "politieke gevangenen" vrijgelaten. Verantwoordelijk minister van binnenlandse zaken Vano Merabisjvili werd in 2014 ondervraagd over een video opgenomen op de basis op 5 mei 2009 waarin hij gezegd zou hebben om hem "twee lijken te bezorgen". Er werd door de aanklagers tegen Merabisjvili een verband gelegd met de schietpartij in Tbilisi op 20 mei 2009.

## Demografie
Volgens de volkstelling van 2014 had Moechrovani 16 inwoners, 14 waarvan etnisch Georgisch. In 1923 werd het dorp geheel door Russen bewoond.
| Aantal                                     | 161 |  | 0 | 16 |
| Verantwoording data: 1923 - 2014 via Noot: |     |  |   |    |

## Vervoer
Moechrovani ligt aan de nationale route Sh38 die noord-Kacheti en de regio hoofdstad Telavi verbindt met Tbilisi door het Gomborigebergte over de 1620 meter hoge Gomboripas.